# NXT Women's North American Championship
Ne pas confondre avec le NXT North American Championship.
Le NXT Women's North American Championship (que l'on peut traduire par championnat féminin d'Amérique du Nord de NXT) est un championnat de catch utilisé par la World Wrestling Entertainment à NXT. Il s'agit de la première ceinture secondaire féminine de l'histoire de la compagnie.

## Histoire
Le 6 avril 2024 à NXT Stand & Deliver, la manager générale du show jaune, Ava, annonce officiellement la création de la première ceinture secondaire féminine de l'histoire: le NXT Women's North American Championship comme championnat secondaire à l'instar du championnat masculin. Le 30 avril à NXT Spring Breakin' - Night 2, elle annonce officiellement l'organisation de 6 matchs simples entre 12 catcheuses, choisies par elle, et les gagnantes seront directement qualifiées pour le Ladder match à NXT Battleground.

## Historique des règnes
| # | Championne       | Règne | Date            | Durée (en jours) | Événement                   | Lieu                   | Notes | Réf   |
| - | ---------------- | ----- | --------------- | ---------------- | --------------------------- | ---------------------- | --- | ----- |
| 1 | Kelani Jordan    | 1     | 9 juin 2024     | 140              | NXT Battleground (2024)     | Las Vegas (Nevada)     | En battant Sol Ruca, Lash Legend, Fallon Henley, Jaida Parker et Michin dans un 6-Woman Ladder match pour devenir la championne inaugurale.                                | [ 3 ] |
| 2 | Fallon Henley    | 1     | 27 octobre 2024 | 111              | NXT: Halloween Havoc (2024) | Hershey (Pennsylvanie) | En battant Kelani Jordan dans un Gauntlet match qui inclut également ses deux partenaires de Fatal Influence, elle remporte le titre pour la première fois de sa carrière. | [ 4 ] |
| 3 | Stephanie Vaquer | 1     | 15 février 2025 | 45               | NXT Vengeance Day (2025)    | Washington D.C.        | En battant Fallon Henley, elle remporte son premier titre à la WWE. | [ 5 ] |
| — | Vacant           | 1     | 1er avril 2025  | 18               | NXT                         | Orlando (Floride)      | Vaquer rend vacant le titre pour se concentrer sur la défense de son NXT Women's Championship.                                                                             | [ 6 ] |
| 4 | Sol Ruca         | 1     | 19 avril 2025   | 20+              | NXT Stand & Deliver (2025)  | Paradise (Nevada)      | Remporte le titre dans un Ladder match incluant Zaria, Kelani Jordan, Izzi Dame, Lola Vice, Thea Hail                                                                      | [ 7 ] |

## Règnes combinés
| Signe | Notes                               |
| ----- | ----------------------------------- |
|       | Lutteuse travaillant toujours à NXT |

| Rang | Catcheuse        | Règnes | Jours | 1re victoire |
| ---- | ---------------- | ------ | ----- | ------------ |
| 1    | Kelani Jordan    | 1      | 140   | 9 juin 2024  |
| 2    | Fallon Henley    | 1      | 111   | 27 oct. 2024 |
| 3    | Stephanie Vaquer | 1      | 45    | 15 fév. 2025 |
| 4    | Sol Ruca         | 1      | 20+   | 19 avr. 2025 |